# Bulbophyllum osyricera
Bulbophyllum osyricera là một loài phong lan thuộc chi Bulbophyllum.